# Technische Hochschule Leipzig

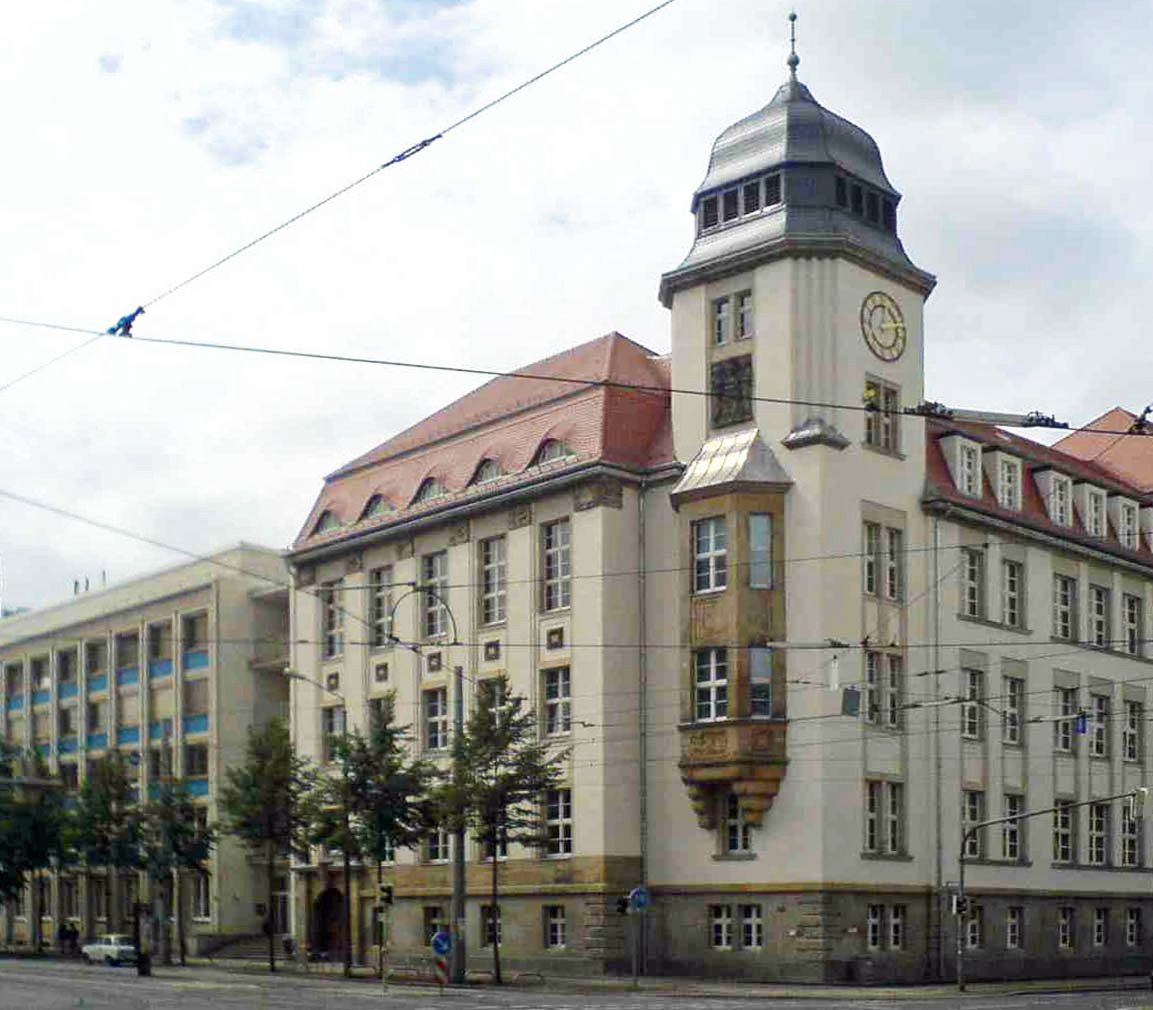
Leipzig, Karl-Liebknecht-Straße 132, ehemaliger Hauptsitz der Hochschule für Bauwesen, dann der TH Leipzig, heute HTWK-Hauptsitz (Geutebrück-Bau)

Die Technische Hochschule Leipzig (THL) wurde am 17. Januar 1977 gegründet als ein Zusammenschluss der Hochschule für Bauwesen Leipzig (HfB) und der Ingenieurhochschule Leipzig (IHL). Gründungsziel war die Schaffung einer Technischen Hochschule universitären Typs mit einem speziellen Profil, das technologisch-konstruktive Aspekte mit Theorie und Ökonomie verbindet sowie durch Ausbildung, Weiterbildung und Forschung zur personellen und wissenschaftlichen Unterstützung des mitteldeutschen Industrie- und Wirtschaftsraumes dient.
Im Zug der deutschen Wiedervereinigung wurde entschieden, die THL abzuwickeln, sodass sie im Jahre 1996 ohne juristische Nachfolge geschlossen wurde. Mit den Gebäuden und aus dem Sachbestand der THL – jedoch nur teilweise aus dem Personal – wurde 1992 die Hochschule für Technik, Wirtschaft und Kultur Leipzig (HTWK Leipzig) als juristisch eigenständige Institution neu gegründet.

## Geschichte
Die TH Leipzig besitzt mehrere institutionelle Wurzeln, so die „Zeichnungs-, Mahlerey- und Architektur-Academie zu Leipzig“, gegründet 1764 vor über 250 Jahren von dem Maler Adam Friedrich Oeser (er malte die Nikolai-Kirche in der heutigen Gestalt neu aus; Johann Wolfgang Goethe gehörte zu seinen Studenten und blieb lebenslang befreundet), die 1838 gegründete „Königlich Sächsische Baugewerkenschule zu Leipzig“, die „Städtische Gewerbeschule zu Leipzig“ (gegründet 1875) und die „Fachschule für Bibliothekstechnik und -verwaltung Leipzig“ (gegründet 1914).
Innerhalb dieser Akademie leitete J. P. Habersang die Architekturabteilung und lehrte das Fach Baukunst. Zu seinem wissenschaftlichen Konzept gehörte die Anwendung mathematisch-naturwissenschaftlicher Kenntnisse. Seit 1823 stand der Architekt und Baumeister Albert Geutebrück dieser Architekturabteilung vor. Nach seinen Plänen erfolgte 1838 die Gründung der Königlich-Sächsischen Baugewerkenschule zu Leipzig, zu deren Gründungsdirektor er bestellt wurde. Geutebrück, der gleichzeitig Stadtbaumeister war, erkannte die Notwendigkeit einer wissenschaftlichen Orientierung in der Ausbildung für das Baugewerbe.
Ein Befürworter der technischen Bildung in Leipzig war auch Jacob Leupold, der eine Bergwerks- und Mechanikerschule in Leipzig plante. Der Akademieprofessor Ludwig Nieper gründete 1875 die „Städtische Gewerbeschule zu Leipzig“. Sie ist die historische Wurzel für die technikwissenschaftliche Ausbildung in den beiden neuen Fachgebieten Maschinenbau und Elektrotechnik. Diese Gewerbeschule bot in Verbindung mit umfangreichen Werkstätten einen fachtechnischen, durch handwerkliche Praxis untermauerten Unterricht. Speziell für diese Bedürfnisse wurde 1894 ein neu errichteter Baukörper in der Wächterstraße 13 direkt neben dem Akademiegebäude fertiggestellt, der auch eine eigene Maschinenhalle umfasste. Dieses Gebäude wurde später zum Hauptsitz der Ingenieurhochschule Leipzig (IHL).
In den Jahren 1877 bis 1892 war August Föppl einer der bedeutenden Lehrer dieser Gewerbeschule. Er machte sich schon in Leipzig um die theoretische Durchdringung technischer Prozesse verdient. 
Ein sehr bekannt gewordener Schüler dieser Städtischen Gewerbeschule war der in Leipzig geborene und aufgewachsene Walter Ulbricht, der eine Ausbildung zum Möbeltischler durchlaufen und diese im Jahre 1911 abgeschlossen hatte.

## Unmittelbare Vorgängereinrichtungen
Die THL entstand also nicht neu, sondern setzte auf höherem Niveau eine lange Tradition technischer Bildungseinrichtungen fort, eingeschlossen die mit der Buchstadt Leipzig eng verbundenen Lehrstätten für Bibliothekare, Buchhändler, Museologen und Polygrafen. Die Wirtschaftswissenschaften waren ihrerseits der Stadt Leipzig als einem bedeutenden Handels-, Messe- und Wirtschaftszentrum mit langer Tradition verpflichtet.
Die Technische Hochschule Leipzig wurde 1977 durch Zusammenführung von zwei Hochschulen gebildet:
- Hochschule für Bauwesen (HfB) Leipzig, Rektor seit 1970: Kurt Fiedler
- Ingenieurhochschule Leipzig (IHL), Rektor seit 1969: Detlev Schmidt.

Die Hochschule für Bauwesen war eine Neugründung aus dem Jahre 1954, die nicht durch eine Zusammenlegung vorhandener Ingenieurschulen entstanden ist, sondern diese blieben auch nach Gründung der HfB weiterbestehen.
Die Ingenieurhochschule ist bei ihrer Gründung im Jahre 1969 aus der Zusammenlegung von zwei Einrichtungen hervorgegangen:
- Ingenieurschule für Automatisierungstechnik Leipzig und
- Ingenieurschule für Polygraphie Leipzig.

1988 wurde zusätzlich die Ingenieurschule für Energiewirtschaft Leipzig in die THL integriert.
Ihren Sitz hatten Akademie und Baugewerkenschule mehr als 60 Jahre gemeinsam im Akademieflügel der Pleißenburg (heute Neues Rathaus), wechselten 1886–1890 in die Alte Nikolaischule und danach in das Neue Akademiegebäude in der Wächterstraße 11 (heute Hochschule für Grafik und Buchkunst HGB, unmittelbar neben dem früheren Hauptgebäude der IHL in der Wächterstraße 13). In gleichen Unterrichtslokalitäten wirkten also die Lehrkräfte beider Schulen zum beiderseitigen Nutzen.
Hauptgebäude der THL wurde der vorhandene Baukörper in der Karl-Liebknecht-Straße 132, in dem bereits die Hochschule für Bauwesen (HfB) und einige der Vorgänger ihren Sitz hatten. Hinzu kamen als weitere Hochschulteile das bisherige Hauptgebäude der Ingenieurhochschule Leipzig (IHL) in der Wächterstraße 13 (damals Dimitroffstraße) sowie der IHL-Gebäudekomplex Polygrafie am Gutenbergplatz.

## Leitungsstrukturen der Technischen Hochschule Leipzig
Mit der dritten Hochschulreform vom Sommer 1968 wurden in der DDR an allen Hochschulen und Universitäten nahezu einheitliche Strukturen eingeführt, sodass die nachfolgende Darstellung weitgehend allgemeingültigen Charakter hat (Abweichungen gab es vorwiegend an den Universitäten im medizinischen Bereich). Im Verlauf dieser Hochschulreform wurden die bestehenden Institutsstrukturen vollständig aufgelöst, und als größere Einheiten wurden Sektionen eingeführt (etwa vergleichbar mit den US-amerikanischen Department-Strukturen). Ziel war hierbei eine stärkere strukturelle Zentralisierung im Hochschulwesen. Zeitgleich begann bei der Deutschen Akademie der Wissenschaften ein ähnlicher Konzentrationsprozess als Akademiereform, indem hier Zentralinstitute gebildet wurden.
Der Aufbau von Sektionen an der THL war innerhalb des Hochschulwesens und mit den Wissenschaftsakademien fachlich abgestimmt (Ergänzungen zu Studiengängen und Forschungsprofilen, Vermeidung von Überschneidungen) sowie auf das mitteldeutsche Industriegebiet ausgerichtet. Basierend auf den vorhandenen Sektionen der beiden Vorgängerhochschulen wurde die TH Karl-Marx-Stadt (heute TU Chemnitz) mit ihrem Profil Maschinenbau und die benachbarte TH Leuna-Merseburg mit ihrem Profil Chemie und Verfahrenstechnik berücksichtigt. Die Sektionen des Bauwesens wurden zum Profil der Hochschule für Architektur und Bauwesen Weimar und der Deutschen Bauakademie Berlin passend gehalten sowie mit der regionalen Bauindustrie koordiniert. Die beiden Sektionen des Elektroingenieurwesens wurden profilmäßig auf die TU Dresden, die HfV Dresden, die TH Ilmenau, die TH Magdeburg sowie auf das Zentralinstitut für Kybernetik und Informationsprozesse (ZKI/AdW) abgestimmt.
An der THL wurden nachstehende Sektionen aufgebaut, die jeweils von einem ordentlichen Professor als Sektionsdirektor geleitet wurden, dessen personelle Besetzung im Laufe der Jahre teilweise gewechselt hat. In der Regel war jeder Sektion ein Studiengang zugeordnet, der durch weitere Vertiefungsrichtungen untersetzt wurde:
- Sektion Technologie der Bauproduktion (STB), Direktoren: Gunter Arnold, Werner Stärtzel, Stefan Röhling. Standort: Karl-Liebknecht-Straße.
- Sektion Ingenieurbau (SIB), Direktoren: Johannes Bosold, Alfred Bernt, Wolfgang Wittig. Standort: Karl-Liebknecht-Straße.

Diese beiden Sektionen wurden im Jahre 1988 zusammengeführt zu einer einheitlichen Sektion Bauingenieurwesen, Direktor: Wolfgang Wittig, Stellv. Direktor: Stefan Röhling. Standort: Karl-Liebknecht-Straße.

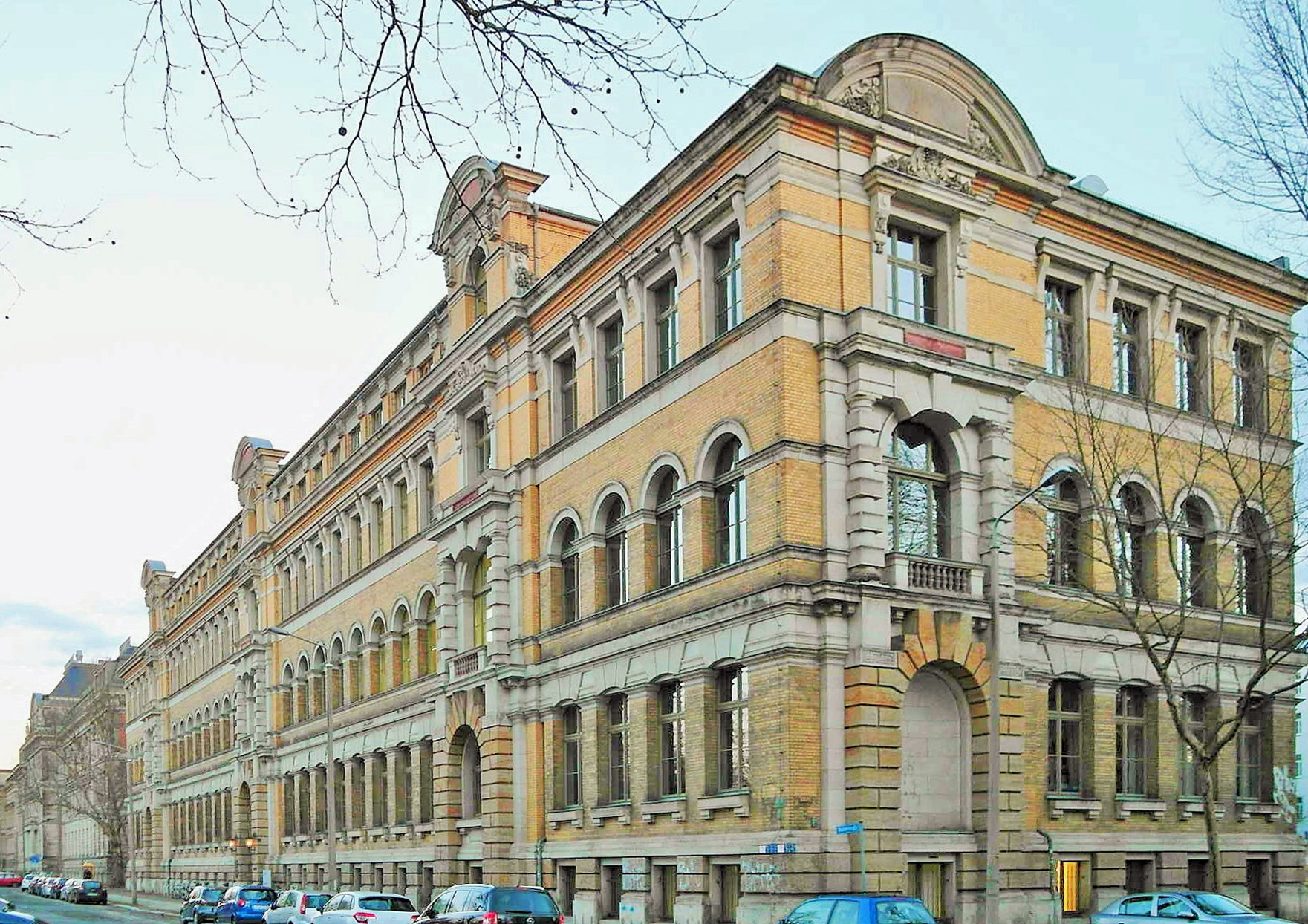
Leipzig, Wächterstraße 13, ehemaliger Hauptsitz der IHL und Sektionsgebäude der THL, heute Wiener-Bau: Fakultätsgebäude Ingenieurwissenschaften der HTWK (im Hintergrund Wächterstraße 11: Akademie-Gebäude, heute HGB); Gebäudekomplex nach Plänen des Architekten Hugo Licht

- Sektion Automatisierungsanlagen (SAA), Direktor: Werner Richter. Standort: Dimitroffstraße, heute Wächterstraße
- Sektion Elektroenergieanlagen (SEA), Direktoren: Friedrich-Wilhelm Kloeppel, Siegfried Altmann. Standort: Dimitroffstraße, heute Wächterstraße
- Sektion Polygrafie (SPO), Direktoren: Rudolf Panzer, Thomas Helbig. Standort: Gutenbergplatz
- Sektion Mathematik und Rechentechnik (SMR), Direktoren: Wolfgang Schäfer, Norbert Sieber, Hans-Jürgen Sebastian. Standorte: Gohlis, später Gustav-Freytag-Straße
- Sektion Sozialistische Betriebswirtschaft (SBW), Direktoren: Joachim Tesch, Norbert Kammler, Roland Hofmann. Standort: Gustav-Freytag-Straße
- Sektion Marxismus-Leninismus (SML, keine eigenen Studenten), Direktoren: Johannes Aurich, Heinz Braß, Helmut Gast. Standort: Gustav-Freytag-Straße
- Sektion Naturwissenschaften (SNW, seit 1983), Direktor: Hartmut Baumbach. Standorte: Gohlis, später Karl-Liebknecht-Straße
- Sektion Energietechnik (SET, seit 1988), Direktor: Werner Pfeiffer. Standort: Markkleeberg.

Als DDR-Zentren für die Aus- und Weiterbildung von Führungskräften des Bauwesens waren an der THL angesiedelt:
- Industrie-Institut Bauwesen (II), Direktor: Reimar Hiller, Schauder
- Institut für sozialistische Wirtschaftsführung Bauwesen (ISW), Direktoren: Lothar Brückner, Reimar Hiller.

1982 wurde das Weiterbildungszentrum Bauökonomie (WBZ) gebildet mit der Aufgabe, Praktiker des Bauwesens auf dem Gebiet Ökonomie weiterzubilden.
Innerhalb der Sektionen bestanden etwa 5 bis 7 Wissenschaftsbereiche (WB), die jeweils von einem ordentlichen Professor als Lehrstuhlinhaber geleitet wurden. Daneben gab es einen Dienstleistungsbereich mit Zeichenbüro, Werkstatt u. ä.
Der Sektionsdirektor wurde vom Rektor zeitlich unbefristet eingesetzt. Er hatte je einen Stellvertretenden Sektionsdirektor für Erziehung, Aus- und Weiterbildung (EAW) und einen Stellvertretenden Sektionsdirektor für Forschung. Beide Aufgabenbereiche wurden weitgehend selbständig von Hochschullehrern wahrgenommen. Zum Kreis der Sektionsleitung gehörten weiterhin die nebenamtlichen Funktionsträger der Gewerkschaft (FDGB), der Studenten (FDJ) und der Partei (SED). Außerdem gab es noch einen Sektionsrat, dem auch externe Mitglieder angehörten; er wurde nur in großen Abständen einberufen.
Der Personalbestand einer Sektion mittlerer Größe umfasste insgesamt etwa 120 Personen. Davon waren etwa 80 wissenschaftliches Personal: ordentliche und außerordentliche Professoren, Hochschuldozenten, Oberassistenten, Lektoren, Lehrer im Hochschuldienst sowie zugehörige wissenschaftliche Assistenten (mit 4-Jahres-Verträgen zur Promotion) sowie etwa 40 Angestellte (Laboringenieure, Zeichenbüro, Werkstatt, Sekretariate u. a.). Hinzu kamen noch etwa 30 Aspiranten (planmäßig und außerplanmäßig) und Forschungsstudenten mit dem Ziel der Promotion. Etwa 450 bis 550 Studierende gehörten insgesamt zu einer solchen Sektion.
Darüber hinaus gab es vereinzelt besondere Personalstrukturen. So hatte der 1981 gegründete Industrie-Hochschul-Komplex Anlagenautomatisierung an der SAA als gemeinsame Einrichtung von drei Industriebetrieben und der Hochschule bei seiner Auflösung 1990 über 60 feste Mitarbeiterstellen.
Der gesamte Personalbestand der THL umfasste im Gründungsjahr 1977 etwas über 1.000 Mitarbeiter, davon 40 ordentliche Professoren (Lehrstühle), 68 Hochschuldozenten, 400 wissenschaftliche Mitarbeiter sowie 500 Arbeiter und Angestellte. In den folgenden 10 Jahren erhöhte sich der Personalbestand und erreichte im Jahre 1986 über 1.250 Beschäftigte, davon als Hochschullehrer 65 ordentliche Professoren und 76 Hochschuldozenten. Bis 1990 entwickelte sich folgender Personalbestand: 57 ordentliche Professoren, 75 Hochschuldozenten und 469 wissenschaftliche Mitarbeiter sowie rd. 500 Arbeiter und Angestellte.
Die Rektoratsebene setzte sich wie folgt zusammen:
- Rektoren: 1977 Gründungsrektor Kurt Fiedler [1933–2021] (STB); 1980 Wolfgang Altner (STB); 1989 Dietrich Balzer (SAA); 1990 Rolf Thiele (SIB); 1992 Klaus Steinbock (FB Automatisierung; als HTWK-Gründungsrektor in Personalunion mit Abwicklung der THL betraut); Referenten des Rektors: Karl-Heinz König, Jochen Staude (THL und HTWK, 1990–2007). Der jeweilige Rektor unterstand direkt dem DDR-Minister für Hoch- und Fachschulwesen (langjähriger und letzter Amtsinhaber: Hans-Joachim Böhme) und wurde von diesem auf Vorschlag der Hochschule eingesetzt. Die THL und ihre Vorgängereinrichtungen hatten insgesamt 21 Rektoren, die in einer Rektorengalerie im Arbeitszimmer des Rektors der HTWK dokumentiert sind.
- 1. Prorektor: Johannes Weißflog, 1981 Gerhard Viehweger
- Prorektor für Erziehung und Ausbildung/Bildung: Karl-Heinz Thielecke, 1982 Werner Stärtzel, 1987 Johannes Bosold, 1990–1991 Klaus-Peter Schulze
- Prorektor für Naturwissenschaften und Technik/Wissenschaftsentwicklung: Detlev Schmidt, 1978 Wolfgang Altner, 1980 Dietrich Balzer, 1988 Werner Stärtzel (amt.), 1988 Hans-Dieter Glas, 1991–1992 Werner Richter
- Prorektor für Gesellschaftswissenschaften: Werner Günther, 1985–1990 Norbert Kammler.

Die THL verfügte über einen Senat, der vom Rektor geleitet wurde.
Der „Gesellschaftliche Rat“ vereinte Vertreter aus Industrie, Wirtschaft und Öffentlichkeit; Leitung: Werner Doberitz, Generaldirektor des Bau- und Montage-Kombinats Chemie (BMK) Halle/Saale.
An der THL waren gesellschaftliche Organisationen wie in allen größeren DDR-Einrichtungen und Betrieben in üblicher Weise vertreten: durch hauptamtliche Funktionsträger die Gewerkschaft (FDGB), die Studenten (FDJ) und die Partei (SED); in nebenamtlicher Funktion die Kammer der Technik (KDT) als Ingenieurorganisation, die URANIA-Mitgliedergruppe, der Kulturbund, die Hochschul-Sport-Gemeinschaft HSG THL (DTSB), die Gesellschaft für Sport und Technik (GST), die Gesellschaft für Deutsch-Sowjetische Freundschaft (DSF) und der Demokratische Frauenbund (DFD).
Weiterhin gehörten zur Rektoratsebene die Fachdirektorate und Abteilungen: Verwaltungsdirektor/Kanzler (Siegfried Hillwig), Direktorate: Planung und Ökonomie, Studienangelegenheiten, Forschung, Kader und Qualifizierung, Internationale Beziehungen, Hochschulbibliothek; Abteilungen: Rechenzentrum (in der SMR), Fremdsprachen, Studentensport; Bautechnisches Projektierungsbüro des Ministeriums für Hoch- und Fachschulwesen (gegr. 1967); Betriebsambulatorium der THL (seit 1979: 3 Ärzte, 1 Zahnarzt, 4 med. Schwestern, 1 Aufnahmekraft).
Die deutsche Wiedervereinigung 1990 bedeutete für die THL einen grundlegenden Umbruch in politischer, struktureller und personeller Hinsicht. Im Rahmen der Angleichung an bundesdeutsche Technische Hochschulen wurde eine Umstrukturierung durchgeführt, die insbesondere zur Auflösung der Sektionen und zur Neubildung folgender Fachbereiche führte: Bauingenieurwesen, Automatisierung, Energietechnik, Polygrafie, Mathematik und Informatik, Naturwissenschaften, Wirtschaftswissenschaften, Institut für Geistes- und Sozialwissenschaften. Innerhalb dieser Fachbereiche wurden Institute gegründet.

## Akademische Strukturen
Die THL hatte seit ihrer Gründung das Recht zur Verleihung akademischer Grade auf drei Ebenen:
- den ersten akademischen Grad Diplom durch eine Sektion (Dipl.-Ing. und Dipl. oec.)
- den Doktor eines Wissenschaftszweiges (Promotion A) durch die beiden Fakultäten, die jeweils von einem ordentlichen Professor als Dekan geleitet wurden: Doktor-Ingenieur (Dr.-Ing.) und Doktor der Ökonomie (doctor oeconomicae, Dr. oec.)
- den Doktor der Wissenschaften (Promotion B) durch den Wissenschaftlichen Rat, der vom Rektor geleitet wurde: Doctor scientiae technicarum (Dr. sc. techn.) und Doctor scientiae oeconomicae (Dr. sc. oec.); entspricht der Habilitation, daher spätere Umwandlung in Dr.-Ing. habil. und Dr. oec. habil.

Der Wissenschaftliche Rat umfasste also zwei Fakultäten entsprechend verliehener Promotionsrechte, zugrunde lag hierfür die weitgehend einheitliche Promotionsordnung für alle Hochschulen und Universitäten der DDR:
- Die Fakultät Technik- und Naturwissenschaften, Dekane: Clemens (SIB), 1981 Kurt Fiedler (STB), 1985 Hans-Günter Woschni (SAA).
- Die Fakultät Gesellschaftswissenschaften, Dekane: Walter Draeger (SML), 1980 Rudolf Waterstradt (SBW).

In der Traditionslinie der THL stehen als Ehrendoktoren: Gottfried Brendel, Wolfgang Henschel, Iwan Wassiljewitsch Komsin, Otto-Heinrich Ledderboge, Ernst Lewicki, Fritz Liebscher, Ernst Ludwig, Erwin Pohl, Josef Riha, Wladimir Wiktorowitsch Solodownikow, Eduard Steiger, Nicolai Antonowitsch Strelschuk, Alexander Wassiljewitsch Wolshenskij.
Der Titel eines Honorarprofessors wurde an Heinz Hänisch verliehen, Direktor des Instituts Prüffeld und Hochleistungstechnik (IPH) Berlin.

## Aus- und Weiterbildung
Das Ausbildungsprofil der THL hatte sich schrittweise entwickelt:
seit 1977: Technologie der Bauproduktion, Ingenieurbau, Automatisierungstechnik, Elektrotechnik, Polygrafie, Sozialistische Betriebswirtschaft; seit 1979: Kommunaler Tiefbau; seit 1983: Naturwissenschaften; seit 1988: Energietechnik; seit 1989: Informatik; seit 1990: Technomathematik.
In den ersten 10 Jahren ihres Bestehens haben über 5.000 Absolventen des Direkt- und Fernstudiums die THL verlassen, darunter 180 ausländische Studierende aus 19 Ländern. Diese Absolventen waren in den Jahren 1977 bis 1986 folgenden Fachrichtungen (Studiengängen) zugeordnet:
- Technologie der Bauproduktion: 1.028
- Ingenieurbau, Kommunaler Tiefbau: 977
- Automatisierungsanlagen: 754
- Elektroenergieanlagen: 645
- Technologie der Polygrafie: 229
- Betriebswirtschaft/Ingenieurökonomie Bauindustrie: 763
- Ingenieurökonomie des Industrie-Instituts: 395
- Fernstudium: 278

Gesamtzahl der THL-Absolventen: 5.069 (Direkt- und Fernstudium in den ersten 10 Jahren 1977–1986).
Das Postgradualstudium (Abschluss als Fachingenieur bzw. Fachökonom) absolvierten von 1977 bis 1986 insgesamt 2.022 Teilnehmer.
Am ISW Bauwesen nahmen von 1977 bis 1986 insgesamt 3.296 Lehrgangsteilnehmer an der Weiterbildung teil.
Das WBZ Bauökonomie führte jährlich ca. 30 Veranstaltungen für Praktiker durch und zählte seit seiner Gründung 1982 bis 1986 insgesamt 6.475 Teilnehmer.

## Forschung, Technologietransfer und wissenschaftliche Veranstaltungen
Zum Gründungszeitpunkt verfügte die THL über ein Forschungspotenzial von 241 Vollbeschäftigteneinheiten einschließlich 30 % studentischer Forschung (Diplomarbeiten u. a.). Mit dem weiteren Aufwuchs bei Lehrstühlen und dem zugehörigen akademischen Mittelbau ist das Forschungspotenzial spürbar gewachsen. Hierzu hat auch die Zunahme bei Promotionen maßgeblich beigetragen, insbesondere durch Forschungsstudenten, die nach ihrem Diplomabschluss noch eine dreijährige Postgradualausbildung durchlaufen haben mit Promotionsziel. Die Forschung an der THL war in ihrer inhaltlichen Zielstellung auf die spezielle Anwendungsorientierung der Hochschule ausgerichtet.
An der THL wurden aus der Forschung heraus im Zeitraum 1977–1992 zahlreiche Promotionsverfahren abgeschlossen: 304 Promotionen, 61 Habilitationen und 3 Promotionen ehrenhalber.
Ein Novum im Technologietransfer und eine Besonderheit in der DDR war in der Sektion Automatisierungsanlagen der 1980 unter Federführung von Werner Kriesel entstandene Industrie-Hochschul-Komplex Anlagenautomatisierung (IHK). Die drei Industriebetriebe Geräte- und Regler-Werke Leipzig, Chemieanlagenbau Leipzig-Grimma und Starkstromanlagenbau Leipzig-Halle sowie die TH Leipzig finanzierten gemeinsam die Personal- und Sachkosten des IHK, sodass hier unter Leitung von Werner Bennewitz Probleme des Technologietransfers in beträchtlichem Umfang bearbeitet wurden. An der Sektion Elektroenergieanlagen wurde aufgrund dieser positiven Erfahrungen im Jahre 1984 ebenfalls eine entsprechende Hochschul-Industrie-Forschungsgruppe Elektroenergieanlagen (HIFOG-EEA) unter Federführung von Siegfried Altmann gebildet, die von Wolfgang Löschner geleitet wurde. Von der Industrieseite waren beteiligt das Institut Prüffeld und Hochleistungstechnik (IPH) Berlin und das Kombinat Elektroanlagenbau (KEA) Leipzig. Das damalige Konzept dieser beiden Einrichtungen ähnelte in seiner Funktion und Struktur der heutigen Drittmittelforschung in einem An-Institut mit Transferaufgaben von der Forschung in die Anwendung.
Die THL entwickelte schrittweise ein System von wissenschaftlichen Veranstaltungen, die sowohl mit internationaler Beteiligung als auch im nationalen Rahmen und als interdisziplinäre Hochschulveranstaltungen durchgeführt wurden. Genannt seien der Internationale Kongress Industrielles Bauen (IKIB) sowie die internationalen Wissenschaftlichen Konferenzen zur Anlagenautomatisierung, zum Elektroanlagenbau, zur Polygrafie, zur Optimalen Steuerung, zur Zerstörungsfreien Prüfung im Bauwesen, zu Ökonomischen Problemen des Bauwesens (ÖKOBAU) sowie zu Weltanschaulichen Problemen. Im nationalen Rahmen bewegten sich das Leipziger Metallbaukolloquium, das Leipziger Automatisierungskolloquium (LAK) in Kooperation mit dem Bezirksverband Leipzig der Kammer der Technik, das Kolloquium Ökonomische Bewertung im Städtebau sowie das Kolloquium Netzwerkoptimierung. Interdisziplinäre Veranstaltungen bezogen sich auf das Technologie-Kolloquium, auf Künstliche Intelligenz und Softwaretechnologie.
In die Forschungen wurde auch Technikgeschichte einbezogen und hierzu Veranstaltungen durchgeführt. Die 1973 an der IHL durch Hans Rohr gegründete Gerätesammlung zur Geschichte der Automatisierungstechnik wurde von der THL durch Hans Rohr und Andreas Koch auf DDR-Ebene fortgeführt, erweitert und theoretisch untermauert sowie durch Ausstellungen und Veröffentlichungen bekannt gemacht. Auf dieser Basis gründete die HTWK im Jahre 1996 das Automatik-Museum in der Alten Nikolaischule.
Forschungsergebnisse wurden in den eigenen Publikationsorganen Wissenschaftliche Zeitschrift und Wissenschaftliche Berichte veröffentlicht. Darüber hinaus erfolgte eine zunehmende Mitarbeit von Angehörigen der THL in wissenschaftlichen Fachzeitschriften sowie bei Buchpublikationen (Monographien, Sammelbände, Fach- und Lehrbücher), die erfolgreich waren und daher nicht selten in mehreren Auflagen erschienen sind.

## Internationale Hochschulverbindungen
Die THL unterhielt vielfältige internationale Verbindungen, die vom Direktorat für Internationale Beziehungen koordiniert wurden (Direktoren: Siegfried Proboll, ab 1988 Bernd Ebert). Alle Sektionen waren in internationale Partnerschaften mit Technischen Hochschulen in Osteuropa eingebunden. Von denen sind zu nennen das Moskauer Bauingenieurinstitut (MISI), das Moskauer Polygrafische Institut (MPI), das Kiewer Polytechnische Institut (KPI), die Technischen Hochschulen Wrocław, Poznań und Kraków in Polen, die Technischen Hochschulen „Ybl Miklós“ und „Kandó Kálmán“ in Budapest. Neben dem gegenseitigen Besuch von Hochschullehrern zu Lehrveranstaltungen, gemeinsamen wissenschaftlichen Veranstaltungen und Veröffentlichungen profitierten die Studierenden, die an Nachwuchswissenschaftlerkonferenzen und am internationalen Studentensommer teilnahmen.
Hervorzuheben sind die Beziehungen zum Vereinigten Institut für Kernforschung in Dubna, dem größten Forschungszentrum für Kern- und Teilchenphysik im Ostblock, an dem Wissenschaftler der THL zu Studienaufenthalten weilten.
Dem deutschlandweit anerkannten Ruf des Bauingenieurwesens der THL war es zu danken, dass 1988 auf Empfehlung des Ministers für Hoch- und Fachschulwesen Hans-Joachim Böhme eine Hochschulvereinbarung mit der Universität Karlsruhe (TH) abgeschlossen wurde, die eine Zusammenarbeit der technischen Sektionen anregen sollte. Hierauf basierte während der Übergangszeit nach 1990 auch die Unterstützung aus dem Bereich des Hochschulkanzlers dieser Universität bei der Neustrukturierung der Hochschulverwaltung an der THL. Ebenso hat diese Kooperation den Aufbau der Drittmittelforschung an der THL unterstützt, insbesondere durch Kooperation mit dem FZI Forschungszentrum Informatik an der Universität Karlsruhe.
Auch mit Hochschulen in Westeuropa bestanden Forschungsvorhaben, die zum Teil von der DFG gefördert wurden. So gab es z. B. gemeinsame Projekte mit Wissenschaftlern der Hochschulen in Turku, Tampere und Helsinki, Tilburg, Madrid und Zürich.
Mitarbeit in internationalen wissenschaftlichen Organisationen (Auswahl):
- IVBH (International Association for Bridge and Structural Engineering)
- IFAC (International Federation of Automatic Control)
- IFIP (International Federation for Information Processing)
- RILEM (Réunion International des Laboratoires d’Essais et de Recherches sur les Matériaux et les Constructions)
- EATCS (European Association for Theoretical Computer Science).

Nach der Grenzöffnung ergaben sich ab 1990 neue Möglichkeiten, die Internationalisierung in Lehre und Forschung zu entwickeln. Diese nutzten nicht nur die Angehörigen der THL, sondern vor allem die britischen und französischen Hochschulen waren um die Einbindung der TH Leipzig in ICP-Projekte der EU bemüht. Auf diese Weise wurde in den Jahren der auslaufenden THL der Grundstein für die erfolgreiche Beteiligung am Erasmus-Programm mit mehr als 50 neuen Hochschulpartnerschaften für Studenten- und Mitarbeiteraustausch gelegt.

## Auszeichnungen
- Nationalpreisträger: Johannes Franke, Herbert Küstner, Rudolf Skoda (als Chefarchitekt des Neuen Gewandhauses zu Leipzig), Johannes Wolf
- Verdienter Techniker des Volkes: Hans-Dieter Glas, Franz Hendgen, Otto-Heinrich Ledderboge, Erwin Pohl, Erhard Schlechte
- Ehrennadel des KDT-Präsidiums Berlin: Werner Kriesel und Siegfried Altmann (Bronze und Silber), Werner Richter (Gold).

## Aus der THL hervorgegangene Professoren (Auswahl)
Nachfolgend genannte Professoren haben entweder an der THL studiert, wurden hier promoviert oder haben sich hier habilitiert bzw. waren an der THL zuvor beruflich tätig, bevor sie an eine andere Einrichtung außerhalb der THL als Professor berufen wurden:
- Universität Leipzig: Rolf Thiele (letzter THL-Rektor)
- Leipzig; Berlin; Erfurt: Wolfgang Tiefensee (Oberbürgermeister, Ehrenprofessor; Bundesminister, MdB, Minister in Thüringen)
- Technische Universität Dresden: Klaus Kabitzsch (Prodekan)
- Universität Hannover: Bernd Oswald
- Universität Lüneburg: Klaus Fiedler
- HTWK Leipzig: Klaus Steinbock (Gründungsrektor), Ulrich Ziegler (Gründungskanzler), Manfred Nietner (Rektor), Hubertus Milke (Rektor), Udo-Michael Elefant (Prorektor), Peter Leidhold (Prorektor), Friedel Peldschus (Prorektor), Klaus Dibowski (Prorektor), Markus Krabbes (Dekan, Prorektor, komm. Rektor), Hans-Günter Woschni (Dekan), Günter Stein (Dekan), Matthias Sturm (Dekan), Regina Wege (Dekanin), Siegfried Altmann, Klaus-Peter Schulze,  Jürgen Wenge, Rolf Grohmann, Andreas Hebestreit, Tilo Heimbold, Andreas Pretschner, Hendrik Richter, Wolfgang Uhlmann, Dieter Heinze, Jens Jäkel (Dekan), Wolf-Peter Ettel, Horst Sahlmann, Jochen Quade, Hans-Ehrenfried Goeben, Volker Slowik, Klaus Thomas, Dieter Schilk, Dieter Liebau, Frank Schumann, Reiner Trauzettel, Klaus Bastian, Bernd Engelmann, Klaus Fritzsche, Karl-Udo Jahn
- Hochschule für Telekommunikation Leipzig: Detlef Schlayer (Prorektor), Constans Lehmann, Brigitte Obst, Jürgen du Puits, Ines Rennert
- Hochschule Merseburg: Werner Kriesel, Manfred Lohöfener (Dekan), Peter Helm
- Hochschule Zittau/Görlitz: Jürgen Bergmann (Dekan)
- Hochschule Erfurt: Michael Kappert, Oksana Arnold
- Hochschule Magdeburg-Stendal: Dieter Haentzsch (Dekan)
- Hochschule Senftenberg: Petre Iancu
- Brandenburgische Technische Universität Cottbus-Senftenberg: Daniela Döring
- Hochschule Osnabrück: Jörg Hoffmann
- Hochschule Darmstadt: Gunter Grieser
- Częstochowa/Polen: Leszek Kieltyka
- Kavalla/Griechenland: Moissis Triandafilidis u. a.

## Abwicklung
Als Folge des Beitritts der DDR zur Bundesrepublik wechselte die Bildungshoheit in die Verantwortung der neu gegründeten Bundesländer. Daher musste Sachsen nach der deutschen Wiedervereinigung insgesamt 8 Technische Hochschulen finanzieren. Das Sächsische Staatsministerium für Wissenschaft und Kunst (SMWK) folgte hierzu den Empfehlungen des Wissenschaftsrats: gebildet wurden die TU Dresden, die TU Chemnitz sowie die TU Bergakademie Freiberg, gleichzeitig wurden fünf Technische Hochschulen geschlossen: HfV Dresden, TH Leipzig, IH Mittweida, TH Zittau, TH Zwickau. An ihrer Stelle wurden weniger kostenintensive Fachhochschulen neu gegründet.
Die Empfehlung des Wissenschaftsrates
wurde hinsichtlich der THL folgendermaßen begründet: „[…] Der Wissenschaftsrat hält eine Fortführung der universitären Ingenieurausbildung an der TH Leipzig vom Bedarf her nicht für notwendig und unter hochschulpolitischen Prioritätsgesichtspunkten auch nicht für vertretbar, da die notwendige Erneuerung und Weiterentwicklung in sämtlichen ingenieurwissenschaftlichen Fächern der TH erhebliche personelle Verstärkungen und Investitionen erfordern würden. Im Hinblick auf die Notwendigkeit der Schaffung einer differenzierten Hochschulausbildung im Land Sachsen einerseits und auf die großen Kapazitäten in den Ingenieurwissenschaften empfiehlt der Wissenschaftsrat, aus der TH Leipzig heraus eine Fachhochschule zu errichten. […]“
Die Schließung der TH Leipzig erfolgte schrittweise im Zeitraum von 1992 bis 1996, nachdem Mitte 1992 die Hochschule für Technik, Wirtschaft und Kultur Leipzig (HTWK) als juristisch selbständige Institution neu gegründet war. Durch dieses überlappende Vorgehen hatten alle bereits immatrikulierten Studenten der THL die Möglichkeit, ihr Studium weiterzuführen und ohne Hochschulwechsel mit einem universitären Diplom abzuschließen. Ebenso wurde die Möglichkeit eingeräumt, bereits begonnene Doktorarbeiten zum Abschluss zu bringen.